# カレル・ドールマン (フリゲート)

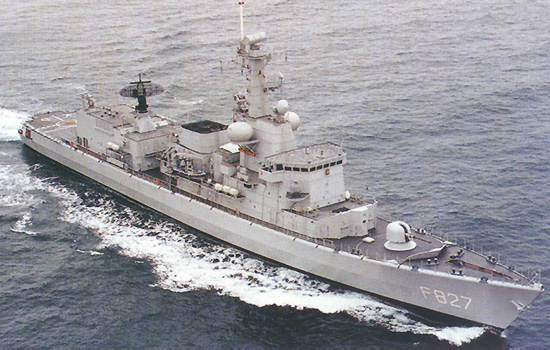
カレル・ドールマン (F827)

カレル・ドールマン(HNLMS Karel Doorman, F827)は、オランダ海軍のフリゲート。カレル・ドールマン級フリゲートのネームシップ。2005年にベルギーに売却された。

## 概要
全長122.3m、基準排水量2,800トン。艦名は同国の海軍提督カレル・ドールマンに由来する。この名を冠したのオランダ海軍艦としては3代目であり、初代カレル・ドールマンはイギリスから貸与されていた護衛空母、2代目カレル・ドールマンはイギリスから購入して初代の跡を継いだ正規空母である。
この艦は8隻の同級艦を擁するカレル・ドールマン級フリゲートのネームシップである。本級は多目的(Multi purpose)を意味するM-fregatten級と呼ばれることもある。

## 艦歴
多目的フリゲートの計画が初めて現れるのは1977年のことである。当初は6隻の旧型護衛艦の代替として安価で建艦の容易なフリゲート艦を4隻建艦する案だった。しかし、1984年により大型の6隻のフリゲート艦の代替も務めることになり、計画は大型化した。この級の建艦は1980年代の終わりから1990年代半ばにかけて行われ、全8隻が就役したが、既に6隻が退役し外国に売却されている。
一番艦カレル・ドールマンは1985年2月26日に起工され、1988年4月20日に進水、1991年5月31日に就役した。
NATOの演習にも参加した以外にも、カリブ海での対麻薬作戦をアメリカ海軍とともに行い、ユーゴスラビア紛争時にはアドリア海にて国連軍の一員として参加した。
2005年6月20日､ベルギー政府はオランダから2隻のカレル・ドールマン級フリゲートを購入することを決定した。それに伴い本艦は2005年12月22日にベルギーに売却され、レオポルド1世（BNS Leopold I, F930）と命名されて再就役した。